# Stanisław Panek (antropolog)
Stanisław Panek (ur. 12 maja 1916 w Lutczy, zm. 10 sierpnia 1999 w Krakowie) – polski antropolog, profesor i rektor Akademii Wychowania Fizycznego w Krakowie.

## Życiorys
W czasie II wojny światowej był żołnierzem Armii Krajowej (pseudonim „Gil”). Był oficerem dywersji Podokręgu Rzeszów AK i Okręgu Kraków AK. Organizował i dowodził akcjami bojowymi. Dosłużył stopnia porucznika. Był więziony w sowieckich łagrach.
Po wojnie ukończył Studium Wychowania Fizycznego (1949) i Wydział Matematyczno-Przyrodniczy (1952) Uniwersytetu Jagiellońskiego; w 1960 obronił na UJ doktorat nauk przyrodniczych, a w 1965 habilitował się. Od 1949 był związany z krakowską Akademią Wychowania Fizycznego, kolejno jako asystent, starszy asystent, adiunkt i zastępca profesora; w 1965 jako docent objął kierownictwo Katedry Biologii i Antropologii, w 1972 został profesorem nadzwyczajnym, w 1983 profesorem zwyczajnym. Od 1972 był profesorem w Instytucie Biomedycznych Problemów Wychowania Fizycznego AWF, w latach 1960–1961 pełnił funkcję dziekana Wydziału Wychowania Fizycznego, a 1968-1978 rektora uczelni. W 1980 został pierwszym przewodniczącym Komisji Uczelnianej NSZZ „Solidarność”.
Od 1966 r. należał do Komitetu Antropologii Polskiej Akademii Nauk, od 1976  do Komitetu Rozwoju Człowieka PAN. Działał w Akademickim Związku Sportowym. 8 października 1996 odebrał doktorat honoris causa krakowskiej AWF.
Pochowany na cmentarzu Rakowickim w Krakowie.
Niektóre publikacje naukowe:
- Redukcja zębów trzonowych trzecich u człowieka w aspekcie zmienności ewolucyjnej i zróżnicowania rasowego (1965)
- Nowa Huta. Integracja ludności w świetle badań antropologicznych (1970)
- Zmiany sekularne a procesy inwolucyjne wysokości ciała (1978)

## Odznaczenia
- Krzyż Srebrny Orderu Virtuti Militari
- Order Sztandaru Pracy II klasy
- Krzyż Kawalerski Orderu Odrodzenia Polski
- Krzyż Walecznych
- Krzyż Partyzancki
- Krzyż Armii Krajowej
- Odznaka tytułu honorowego „Zasłużony Nauczyciel Polskiej Rzeczypospolitej Ludowej”
- wiele nagród resortowych